# Krásná Ves
Krásná Ves (en allemand : Krasnowes) est une commune du district de Mladá Boleslav, dans la région de Bohême-Centrale, en République tchèque. Sa population s'élevait à 202 habitants en 2020.

## Géographie
Krásná Ves se trouve à 8 km à l'ouest-nord-ouest de Mladá Boleslav et à 46 km au nord-est de Prague.
La commune est limitée par Katusice au nord-ouest , par Bukovno au nord-est et à l'est, par Pětikozly à l'est, par Niměřice au sud, et par Kováň à l'ouest.

## Histoire
La première mention écrite de la localité date de 1388.

## Transports
Par la route, Krásná Ves se trouve à 13,5 km de Mladá Boleslav et à 61 km du centre de Prague.